# Bović
Bović is een plaats in de gemeente Gvozd in de Kroatische provincie Sisak-Moslavina. De plaats telt 150 inwoners (2001).